# Pierre Bonaparte

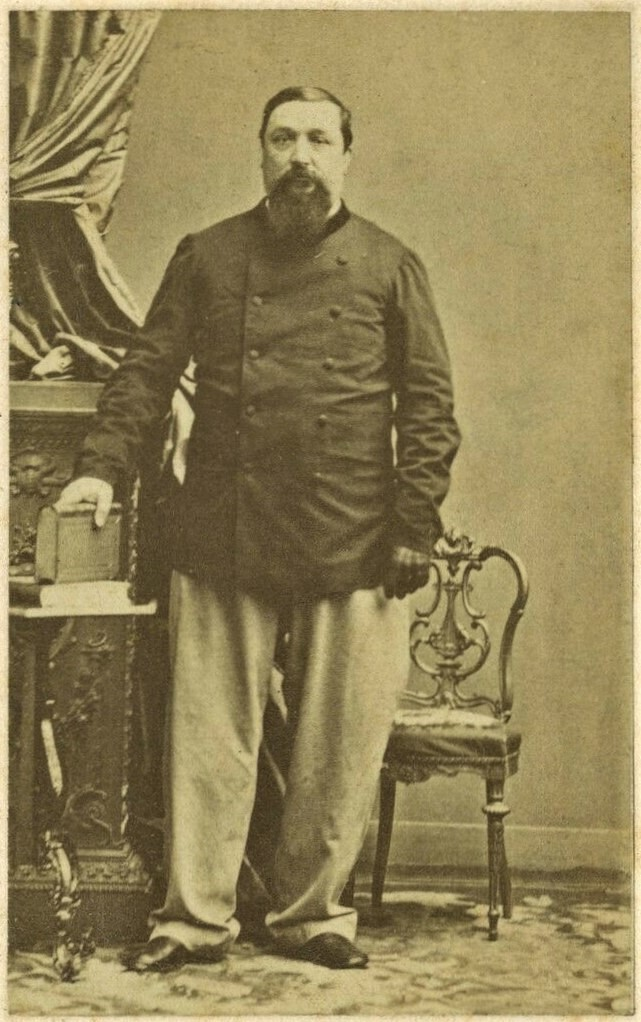
Pierre Napoleon Bonaparte

Pierre Bonaparte, född 12 september 1815, död 1881; son till Napoleon I:s bror Lucien Bonaparte i dennes andra gifte med Alexandrine Jouberthon de Vambertie.
Han lämnade Italien 1831 och begav sig till Sydamerika, där han utmärkte sig som militär i Colombias armé. 1834 återvände han till Italien, där han 1836 häktades som konspiratör och blev utvisad. Han förde sedan en kringflackande tillvaro innan han 1848 återvände till Frankrike, där han blev medlem av nationalförsamlingen och anslöt sig till yttersta vänstern. 
1852 upphöjdes han till prins; året därpå, den 22 mars 1853, gifte han sig med en kvinna från arbetarklassen, Justine Ruffin (född 1832, död 1905).
Den 10 januari 1870 dödade han journalisten Victor Noir vid en pistolduell och Noirs begravning kom att leda till stora protestdemonstrationer i Paris. Trots domstolens frikännande tvangs han lämna Frankrike, bosatte sig i Bryssel, som han 1877 måste lämna på grund av ekonomiska problem, levde sedan i England och slutligen i Versailles.
Han är ihågkommen som en tvivelaktig hjälte i flera dueller och slagsmål. 
Han var far till Roland Bonaparte, och till dottern Jeanne, som gifte sig med markis de Vence.